# Olinda Castielle
Olinda Joy Elisabet Castielle, ursprungligen Borggren, född 30 september 1976 i Huddinge i Stockholms län, är en svensk dokusåpadeltagare, modell, sångerska och programledare.

## Biografi
Castielle började sin karriär som modell. Hon bosatte sig senare i London i England där hon var verksam inom modebranschen. Hennes första större framträdande på TV var när hon deltog i den amerikanska dokusåpan The Next Joe Millionaire (svensk titel: Joe Miljonären). För den svenska publiken blev Castielle känd efter att hon medverkat i dokusåpan Paradise Hotel på TV4 2005, där hon också träffade sin partner Patrick Castielle.
Efter att hennes popularitet ökade fick hon ett eget TV-program som hette Olinda om på TV4:s systerkanal TV400. Det gick ut på att Castielle berättade om sina åsikter i ett visst ämne eller i en specifik fråga. Produktionen var mycket enkel och har liknats vid programmet Om en bok som tidigare sänts på TV4. Efter detta släppte hon även singeln Playboybunny. I samband med detta medverkade hon även sporadiskt i andra TV-program, bland annat i Kanal 5:s TV-serie Dolce Vita med Emma Andersson.
Efter att hon etablerat sig har hon varit programledare på flera produktioner, bland annat Paradise Hotel extra och Little Italy.
Castielle och hennes pojkvän startade den 20 mars 2006 en egen webbplats med titeln Oplounge. Sajten är kommersiell och innehåller utmanande bilder av de båda. Där finns även personliga kommentarer och inlägg från paret samt artiklar riktade mot fans. I början av mars samma år emigrerade paret till Marbella, Costa del Sol i Spanien.
Olinda och Patrick Castielle gifte sig 2014, och bodde tillsammans i Mexico innan de flyttade till spanska Marbella där de tillsammans arbetar med att spelar in sexvideos. Paret separerade 2019.

## Diskografi
- 2005 – Playboybunny